# Bilge kagan
Bilge kagan (staroturško 𐰋𐰃𐰠𐰏𐰀:𐰴𐰍𐰣, Bilgä Qaγan, kitajsko: 毗伽可汗; pinjin: píjiā kěhàn je bil od leta 717 do 734  četrti kagan Drugega turškega kaganata, * 683, † 25. november 734, Otuken. 
Njegovi dosežki so opisani v Orhonskih napisih. 

## Imena
Osebna imena turških kaganov so se po prevzemu oblasti običajno spremenila. Njegovo osebno ime je v kitajskih pismenkah zapisano kot 阿史那默棘連 (pinjin Ašǐnà Mòdžílián). Po prihodu na prestol se je preimenoval v Bilge kagana (staroturško 𐰋𐰃𐰠𐰏𐰀 𐰴𐰍𐰣, Bilgä Qaγan, kitajsko 毗伽可汗, pinjin pídžiā kěhàn). Njegovo ime pomeni "modri kralj". 

## Zgodnja leta
Rojen je bil leta 683 v zgodnjih letih Drugega turškega kaganata. Z očetom je sodeloval že od zgodnjega otroštva. Čapagan kagan ga je imenoval za tarduš šada in mu leta 697 predal poveljstvo v zahodnem delu cesarstva. Leta 701 je Bilgeju v sodelovanju z bratom uspelo uničiti vojsko Veja Juandžonga in leta 703 ponovno podrediti basmilska plemena. Leta 709 je pokoril jenisejske Kirgize in naslednje leto ubil njihovega neposlušnega kagana. V bitki pri Bolčuju je ubil turgeškega kagana Suogeja.  
V poznih letih vladanja Čapagan kagana se je leta 714 boril v štirih bitkah, ponovno podredil uporna plemena in bil skoraj ubit v ujgurski zasedi leta 716.

## Vladanje
Leta 716 je bil Čapagan kagan ubit v pohodu proti Tokuz Oguzu, politični zvezi devetih turških plemen. Njegovo glavo so poslali v Čanang. Nasledil ga je sin Inel kagan, potem pa sta Bilge kaganov brat Kul Tigin in Tonjukuk izvedla državni udar, ubila Inel kagana in na njegovo mesto postavila Bilgeja.
Bilge je svojega brata Kul Tigina imenoval za levega modrega princa, se pravi drugo najmočnejšo osebo v kaganatu. Leta 716 je ponovno podredil Hujgeja in svojega tasta Tonjukuka imenoval za glavnega stratega. 
Kaganove reforme in stabilizacija režima so povzročile, da so se plemena, ki so pobegnila iz Tujueja, vrnila. Kancler Tanga Vang Džun je bil prepričan, da bodo Gokturki, ki so se predali Tangu, poskušali pobegniti v kaganat, zato je predlagal, da jih na silo preselijo v osrčje cesarstva, da bi jim to preprečili. Gokturki so se pod vodstvom Šjedje Sitaja (𨁂跌思泰) in AŠilana (阿悉爛) temu uprli. Šue in Vang sta poskušala prestreči njihov beg in jih porazila, vendar jim je kljub temu uspelo pobegniti v kaganat. Poraz je povzročil Šue Nejevo upokojitev. 

## Verska politika
Bilge kagan je razmišljal, da bi se spreobrnil v budizem in se za stalno naselil v mestu. Tonjukuk ga je od tega odvrnil, ker da je Turkov malo in so zato ranljivi za kitajske napade. Moč Turkov je temeljila na njihovi mobilnosti, spreobrnitev v budizem pa bi med prebivalstvo prinesla pacifizem. Vztrajanje pri tengrizmu je bilo nujno za preživetje.

## Kasnejša leta
Leta 720 je bil Vang prepričan, da plemeni Pugu (僕固) in Šjedje načrtujeta prebeg v kaganat in nato napad na dinastijo Tang. Priredil je pojedino in nanjo povabil turške poglavarje ter jih na pojedini pobil. Nato je napadel plemeni Pugu in Šjedje in ju skoraj iztrebil. Zatem je predlagal načrt za napad na Čagan, v katerem bi sodelovali tudi Basmili, Šiji in Kitani. Cesar Šuanzong je rekrutiral tudi Čapagan kaganova sinova Bilge Tigina in Mo Tigina, kagana jenisejskih Kirgizov Kutlik Bilge kagana in Huoba Guirena, da bi se borili proti Drugemu turškemu kaganatu. Bilge kaganov tast Tonjukuk je jeseni leta 721 premeteno napadel prvi, naprej Bašime, in jih popolnoma zdrobil. Medtem je Bilge vdrl v Gansu in zaplenil veliko živine. Kasneje istega leta so Turki zdrobili tudi Kitane in naslednje leto Šije. 
Leta 726 je kancler Tonjukuk umrl. 
Leta 727 je kagan poslal Bujruk Čorja (梅錄啜/梅录啜) kot svojega odposlanca  k cesarju Šuanzongu. Z njim je cesarju poslal darilo trideset konj.  Cesarja je opozoril na Me Agcomov predlog zavezništva proti Tangu. Ta alarm se je izkazal za resničnega, ko je tibetanski general Ve Tadra Honglo leta 727 napadel Kitajsko, oplenil Guadžu (瓜州, današnji Gansuju), Čangle (常樂), Čangmendžun (長門軍) in Anši (安西, sodobni Lintan). 
27. februarja 731 je kaganov brat Kul Tigin umrl. Kagan je priredil veliki pogrebno svečanost.
Leta 733 je ponovno porazil uporna kitanska plemena.

## Smrt
Takoj potem, ko je k Šuanzongu poslal svojega odposlanca, da bi pridobil njegovo zavezništvo,  ga je Bujruk Čor zastrupil. Kagan ni takoj umrl. Pred smrtjo je imel dovolj časa, da je usmrtil celo Bujruk Čorjevo družino. Umrl je 25. novembra 734. Pokopan je bil 22. junija 735. 

## Družina
Poročen je bil z El Etmiš Bilge hatun, hčerko svojega kanclerja Tonjukuka. Z njo je imel več otrok: 
- Ašina Jirana (阿史那伊然),
- Ašina Kutluka (阿史那骨咄),
- dva neimenovana sinova, ki sta postala marionetna kagana Kutluk jabgu kagana,
- hčerko neznanega imena in
- Po bega, po letu 744 podrejenega dinastiji Tang.

## Zapuščina
Po smrti zaradi zastrupitve je bilo njemu v čast ob reki Orhon postavljenih več spomenikov. Orhonski napisi so bili prva znana besedila v staroturškem jeziku. 

## Vir
- Encyclopædia Britannica, Micropaedia, Vol. II, str. 16–17.

| Bilge kagan Klan AšinaRojen: ni znano Umrl: 25. november 734 |                                         |                        |
| Vladarski nazivi                                             |                                         |                        |
| Predhodnik: Inel kagan                                       | Kagan Drugega turškega kaganata 717–734 | Naslednik: Jolig kagan |